# إيفان مولر
إيفان مولر (بالألمانية: Iwan Müller) (و. 1786 – 1854 م) هو عازف كلارينيت، وملحن، وصانع آلة موسيقية ‏ 
ألماني، ولد في تالين، يستخدم آلات كلارينيت، توفي عن عمر يناهز 68 عاماً.

## انجازات
طور ايفان مولر أول كلارينيت حديث بـ 13 مفتاح دائرى وتنجيد جلدى وفتحات ألوان مبتكره.

## روابط خارجية
- إيفان مولر على موقع ميوزك برينز (الإنجليزية)
- إيفان مولر على موقع ديسكوغز (الإنجليزية)